# Marcel Renault

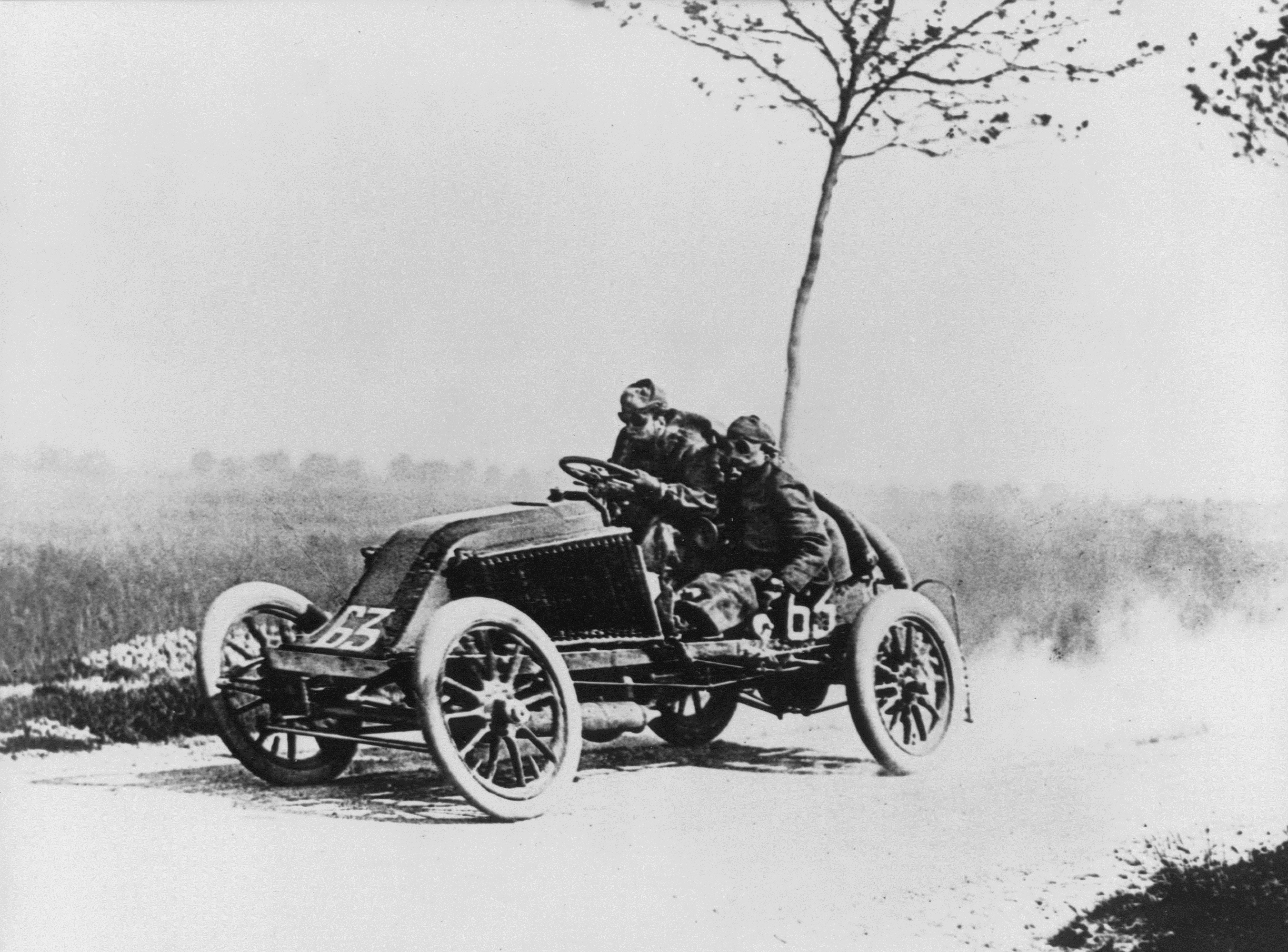
Marcel Renault en una carrera en 1903.

Marcel Renault (Francia, 1871 o 1872-25 de mayo de 1903) fue un industrial y corredor de coches francés, cofundador de la empresa automovilística Renault, hermano de Louis y Fernand Renault. Sus hermanos y él fundaron la compañía Renault el 25 de febrero de 1899. Louis y Marcel compitieron con los coches que construyeron un año más tarde. Murió a la edad de 31 años, el 25 de mayo de 1903 por las graves lesiones que sufrió el día antes de la carrera París-Madrid.
Después de su muerte una estatua fue construida en su memoria, ésta sería destruida por los ataques alemanes durante la Segunda Guerra Mundial.

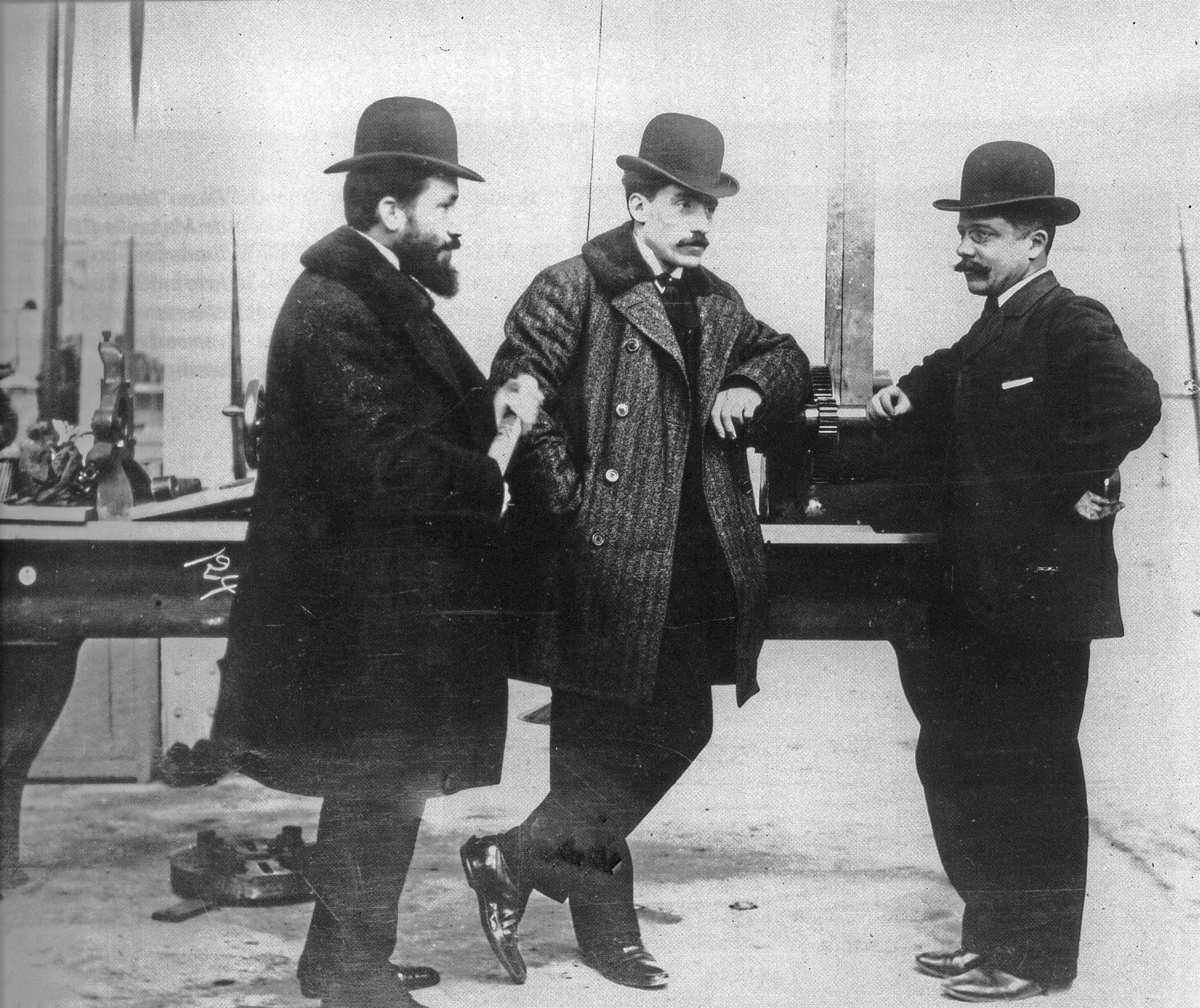
Los tres hermanos Renault: Marcel, Louis y Fernand.